# コルトン・イングラム
コルトン・リード・イングラム（Kolton Reed Ingram, 1996年10月21日 - ）は、アメリカ合衆国ジョージア州ヘンリー郡ストックブリッジ出身のプロ野球選手（投手）。左投左打。MLBのセントルイス・カージナルス傘下所属。

## 経歴

### プロ入りとタイガース傘下時代
2019年のMLBドラフト37巡目（全体1102位）でデトロイト・タイガースから指名され、プロ入り。契約後、傘下のルーキー級ガルフ・コーストリーグ・タイガースでプロデビュー。15試合（先発1試合）に登板して1勝1敗1セーブ、防御率4.15、28奪三振を記録した。
2020年はCOVID-19の影響でマイナーリーグのシーズン全試合が中止となり、その余波を受けて7月3日に自由契約となった。

### エンゼルス時代
2021年3月22日にロサンゼルス・エンゼルスとマイナー契約を結んだ。シーズンではA級インランド・エンパイア・シックスティシクサーズ、A+級トリシティ・ダストデビルズ、AA級ロケットシティ・トラッシュパンダズでプレーし、3球団合計で36試合に登板して1勝1敗10セーブ、防御率3.47、67奪三振を記録した。
2022年はAA級ロケットシティでプレーし、50試合に登板して6勝2敗10セーブ、防御率2.67、73奪三振を記録した。オフの11月15日にルール・ファイブ・ドラフトでの流出を防ぐため、40人枠入りした。
2023年もAA級ロケットシティで開幕を迎えた。6月15日にメジャー初昇格を果たし、17日のカンザスシティ・ロイヤルズ戦でメジャーデビュー。この年メジャーでは5試合に登板した。
2024年1月29日にDFAとなった。

### メッツ時代
2024年2月5日にウェイバー公示を経てタイガースへ移籍した。だが、2月20日にDFAとなり、25日にウェイバー公示を経てニューヨーク・メッツへ移籍した。

## 詳細情報

### 年度別投手成績
| 年 度    | 球 団    | 登 板 | 先 発 | 完 投 | 完 封 | 無 四 球 | 勝 利 | 敗 戦 | セ 丨 ブ | ホ 丨 ル ド | 勝 率 | 打 者 | 投 球 回 | 被 安 打 | 被 本 塁 打 | 与 四 球 | 敬 遠 | 与 死 球 | 奪 三 振 | 暴 投 | ボ 丨 ク | 失 点 | 自 責 点 | 防 御 率 | W H I P |
| -------- | -------- | ----- | ----- | ----- | ----- | -------- | ----- | ----- | -------- | ----------- | ----- | ----- | -------- | -------- | ----------- | -------- | ----- | -------- | -------- | ----- | -------- | ----- | -------- | -------- | ------- |
| 2023     | LAA      | 5     | 0     | 0     | 0     | 0        | 0     | 0     | 0        | 0           | ----  | 30    | 5.1      | 8        | 2           | 5        | 0     | 0        | 7        | 0     | 0        | 7     | 5        | 8.44     | 2.44    |
| MLB：1年 | MLB：1年 | 5     | 0     | 0     | 0     | 0        | 0     | 0     | 0        | 0           | ----  | 30    | 5.1      | 8        | 2           | 5        | 0     | 0        | 7        | 0     | 0        | 7     | 5        | 8.44     | 2.44    |

- 2023年度シーズン終了時

### 年度別守備成績
| 年 度 | 球 団 | 投手（P） | 投手（P） | 投手（P） | 投手（P） | 投手（P） | 投手（P） |
| 年 度 | 球 団 | 試 合     | 刺 殺     | 補 殺     | 失 策     | 併 殺     | 守 備 率  |
| ----- | ----- | --------- | --------- | --------- | --------- | --------- | --------- |
| 2023  | LAA   | 5         | 0         | 0         | 0         | 0         | ----      |
| MLB   | MLB   | 5         | 0         | 0         | 0         | 0         | ----      |

- 2023年度シーズン終了時

### 背番号
- 66（2023年）